# پاتریک ام‌تیلیگا
پاتریک یان ام‌تیلیگا (دانمارکی: Patrick Jan Mtiliga؛ زادهٔ ۲۸ ژانویهٔ ۱۹۸۱) بازیکن فوتبال اهل دانمارک است.
وی همچنین در تیم ملی فوتبال دانمارک بازی کرده‌است.